# Dmitrij Alekszandrovics Bilenkin
Dmitrij Alekszandrovics Bilenkin (1933. szeptember 22. – 1987. július 28.) (oroszul: Дмитрий Александрович Биленкин) szovjet-orosz sci-fi-író.

## Élete
A Moszkvai Állami Egyetem geológiai szakán dolgozott 1958-ban, ekkor részt vett a Bet-Pak-Dalu expedícióban. 1959-ben jelentkezett scifi íróként a Komszomolszkaja Moszkva című lapnál. 1963-tól a Szovjet Kommunista Párt, 1975-től a Szovjet SzSzK Írószövetségének tagja volt.

## Munkássága
Bilenkin írásai angol, német, lengyel, francia, vietnámi és japán nyelven is megjelentek. 1988-ban megkapta az Ivan Jefremov-díjat, ami az Aelita-díj posztumusz változata. Magyar nyelven az írásai több helyen megjelentek; az Univerzum, a Galaktika és más lapok szívesen közölték írásait.

## Magyarul
- Anatolij Dnyeprov: Bíbormúmia. Tudományos-fantasztikus elbeszélések; ford. Belia György, utószó Tarján Rezső, életrajz Apostol András / Dmitrij Bilenkin: Hullámverés a Marson. Tudományos-fantasztikus elbeszélések; ford. Makai Imre, utószó Murányi Mihály, életrajz Apostol András; Móra–Kárpáti, Bp.–Uzsgorod, 1969 (Kozmosz fantasztikus könyvek)
- Éjszaka kis izgalommal (Földeák Iván fordítása) (Galaktika, 1972. (1. évfolyam) 1. szám 38-45. oldal)
- Tilalom (Földeák Iván fordítása) (Galaktika, 1972. (1. évfolyam) 1. szám 46-50. oldal)
- Pokolian modern (Földeák Iván fordítása) (Galaktika, 1972. (1. évfolyam) 1. szám 120-122. oldal)
- Az élet súlya (Földeák Iván fordítása) (Galaktika, 1973. (2. évfolyam) 2. szám (4) 98-102. oldal)
- Az ember, aki jelen volt (Földeák Iván fordítása) (Galaktika, 1973. (2. évfolyam) 2. szám (4) 104-111. oldal)
- Eltörött az eszkuder (Földeák Iván fordítása) (Galaktika, 1972. (1. évfolyam) 1. szám 123-124. oldal)
- Űrhidegfóbia
  - Kuczka Péter (szerk.): Ötvenedik (Kozmosz Fantasztikus Könyvek, Budapest, 1977., 252-258. oldal)[2]
  - Ifj. Veress István (szerk.): Álmok a jövőről (Arión Kiadó, Budapest, 2010, 62-67. oldal)[3]